# 国姫 (松平光通正室)
国姫（くにひめ、寛永13年12月3日（1636年12月30日） - 寛文11年3月28日（1671年5月7日））は、江戸時代前期の女性。松平光通の正室で、松平光長の娘。母は登佐（毛利秀就の娘）。
福井藩主松平光通のもとへ嫁いだ。京都の公家からも賞賛されるほどの和歌の達人で、光通との仲は良かった。ところが光通との間には女児2人しか生まれず、男児が出来なかった。しかし、光通は別の女性との間に権蔵（後の松平直堅）という男児を儲けていた。光通は国姫を憚って権蔵を認めようとしなかった。
ところが、このことを耳にした国姫の祖母の高田殿は激怒した。高田殿は光通に対して、福井藩の跡継ぎは国姫との間に生まれた男児にするように強要し、ついには起請文を取るまでに至った。このことから光通との仲は一気に悪化し、国姫は男児を生めないことを苦にして自殺した。法名は清池院殿法譽性龍大禅定尼。墓所は福井市大安寺。後に光通も自殺し、このことが福井藩の跡目争いや減封の原因となった。

## 系譜
- 父：松平光長
- 母：登佐（毛利秀就の娘）
- 兄弟姉妹
  - 松平綱賢
  - 稲姫（伊達宗利室）
- 夫：松平光通
- 子
  - 長女：布与（鍋島綱茂室）
  - 次女：市（早世）